# Antoine van der Linden
Antoine van der Linden (Rotterdam, 17 maart 1976) is een Nederlands oud-voetballer die als verdediger speelde. In de zomer van 2013 beëindigde hij zijn carrière bij FC Emmen, alwaar hij nu werkt als team-manager.
Van der Linden maakte zijn profdebuut in het seizoen 1997/1998 voor Sparta Rotterdam, eerder speelde hij voor Nieuwerkerk, SVS Capelle, Alexandria '66, Zwervers en Capelle. Na drie seizoen bij de hoofdmacht van Sparta vertrok hij in 2000 met 32 wedstrijden achter zijn naam naar het Engelse Swindon Town, alwaar hij zich ontpopte tot basisspeler. Na één jaar keerde de verdediger terug naar Nederland, waar hij na 2 jaar bij Emmen in 2003 overstapte naar FC Groningen. In de zomer van 2007 nadat hij met FC Groningen 2 keer Europees voetbal behaalde vertrok hij naar het Portugese CS Marítimo Funchal waarmee hij in 2008 wederom Europees voetbal haalde door als 5e te eindigen in de competitie. Van 2009 tot 2012 speelde hij voor Heracles Almelo waarmee hij in 2012 als aanvoerder de bekerfinale verloor. Op dinsdag 5 juni 2012 werd bekend dat Van der Linden weer bij zijn oude club FC Emmen terugkeert. Hij werd door trainer Gall verkozen tot aanvoerder. Na afloop van het seizoen komt Van der Linden echter in conflict met Gall en beëindigt zijn carrière. Vervolgens gaat hij aan de slag bij de jeugdopleiding van FC Emmen. Begin 2014 ging hij voor WKE in de Zondag Topklasse spelen.
In 2018 overleed zijn 6-jarige dochter ondanks een oproep om witte bloedcellen te doneren. Sinds december 2022 is hij in dienst bij FC Emmen in de functie van teammanager.